# Młyn w Górze (powiat brzeziński)
Młyn w Górze – młyn zbożowy wodno-elektryczny nad Rawką wybudowany w 1945 r. Znajduje się w Górze, w powiecie brzezińskim, w województwie łódzkim.

## Historia miejsca
Według tradycji lokalnej młyny wodne w tym miejscu nad Rawką istniały od niepamiętnych czasów. W XIX w. istniała osada młyńska Góra. Zachowała się pamięć o istniejącym na przełomie lat 70. i 80. XIX w. drewnianym młynie parterowym usytuowanym częściowo na palach dębowych nad wodą (część produkcyjna) a częściowo na stałym lądzie (część mieszkalna) i poruszanym kołem wodnym nasiębiernym. Młyn ten spłonął w pożarze, po czym został odbudowany (być może w latach 80. XIX w.). W okresie międzywojennym przeszedł rozbudowę i modernizację wyposażenia. Koło wodne zostało zastąpione turbiną wodną oraz silnikiem na koks-gaz ssany, zaś kamienie młyńskie zastąpiono walcami. Moc przemiałowa młyna w okresie przedwojennym wynosiła 5-7 t zboża na dobę. Młyn był czynny w okresie II wojny światowej.

## Obecny młyn
W 1945 r. w miejscu po dawnym młynie, został wybudowany obecnie istniejący młyn: budynek dwupiętrowy z nadbudówką. Posiada ściany murowane do wysokości parteru, zaś powyżej parteru – drewniane, szalowane deskami oraz dach dwuspadowy kryty papą. W 1953 r. został upaństwowiony. Młyn był poruszany turbina wodną oraz silnikiem na koks-gaz ssany. Jego wyposażenie stanowiły 4, a następnie 6 par walców i urządzenia czyszczące. Jego moc przemiałowa w okresie PRL wynosiła od 8 do 12 t zboża na dobę. W latach 70. był czynny i działał pod zarządem Gminnej Spółdzielni „Samopomoc Chłopska” w Jeżowie. W 2024 r. jest nieczynny i niezagospodarowany. 

## Galeria

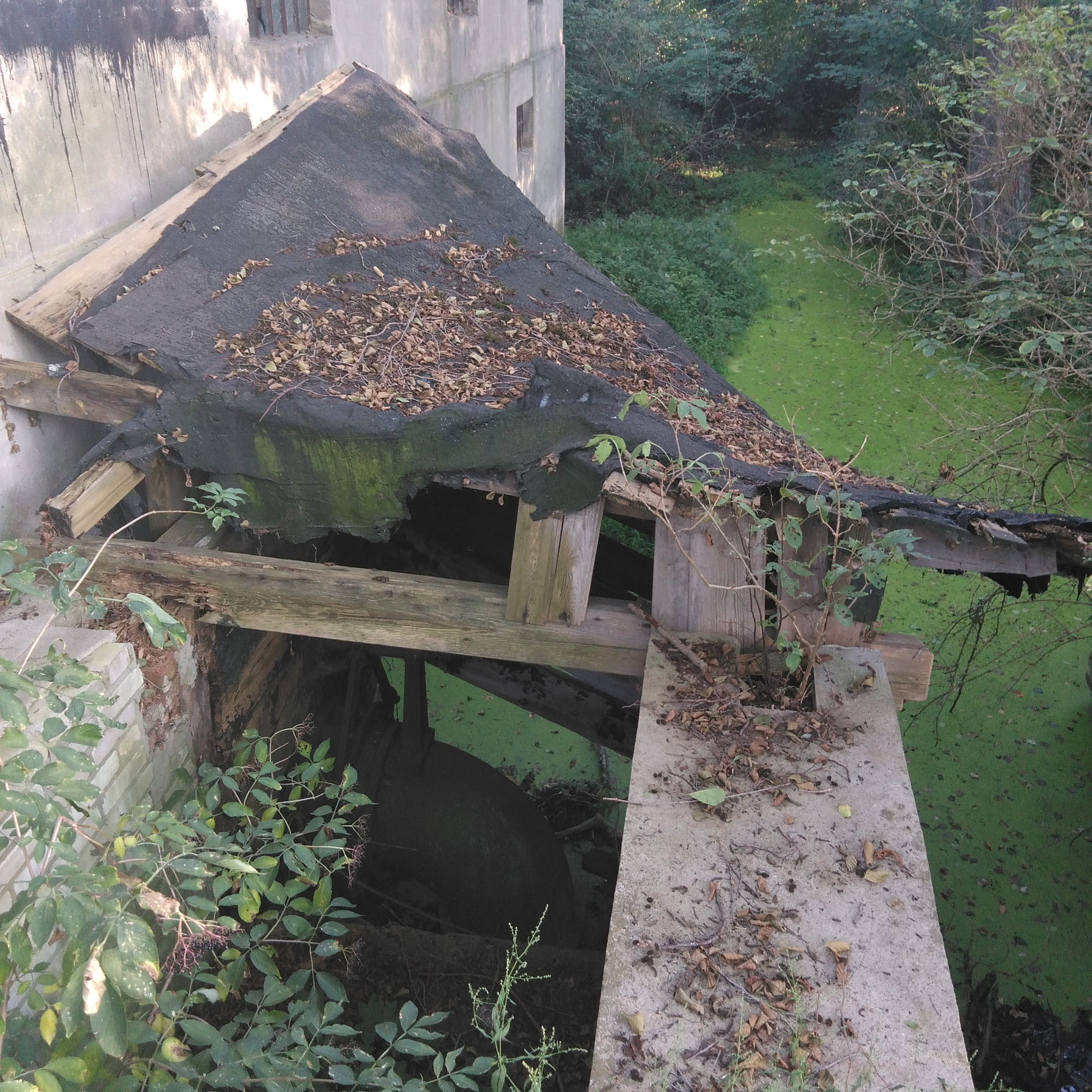
Pozostałości turbinowni (2024)
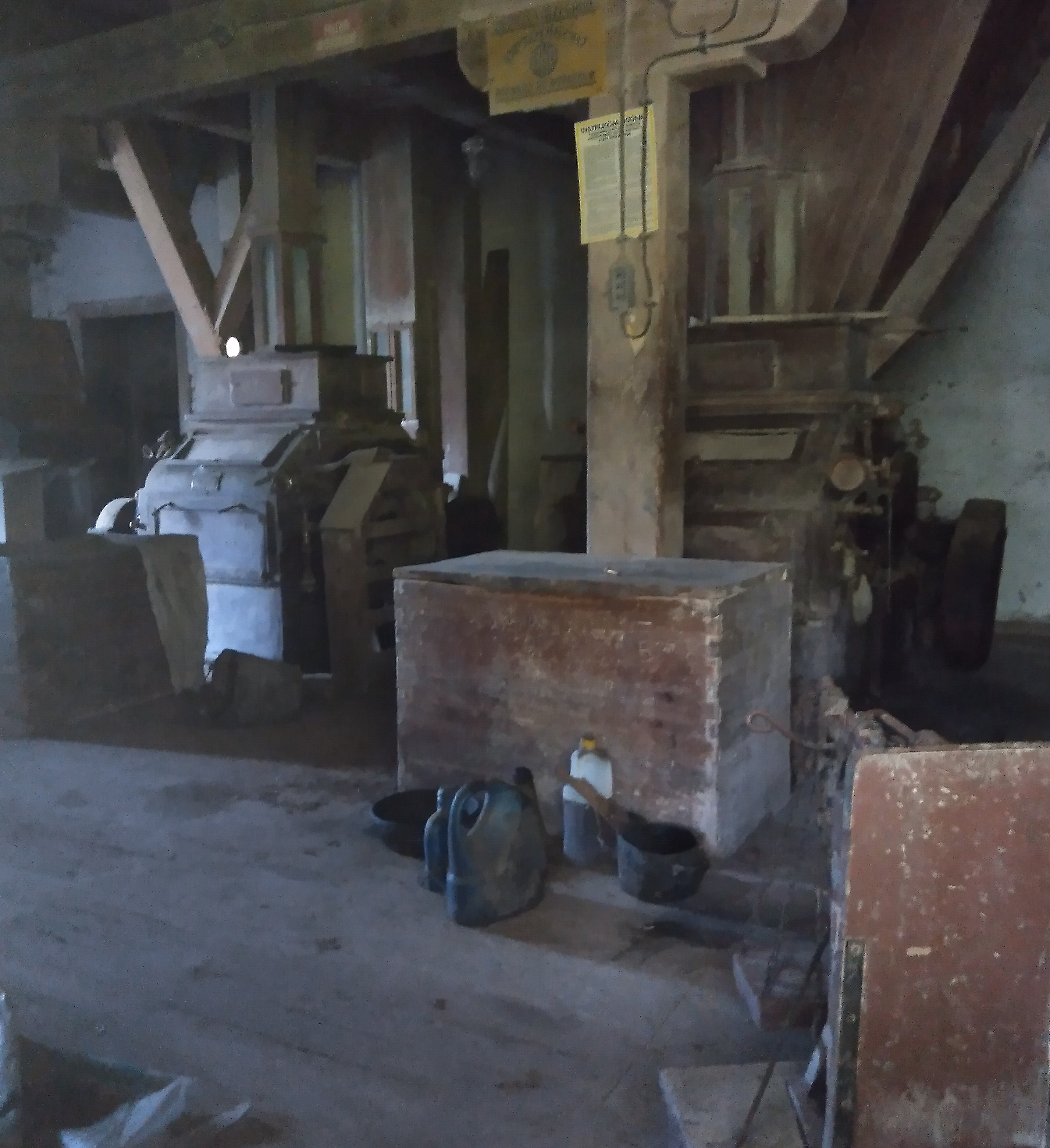
Wnętrze młyna w Górze (2024)
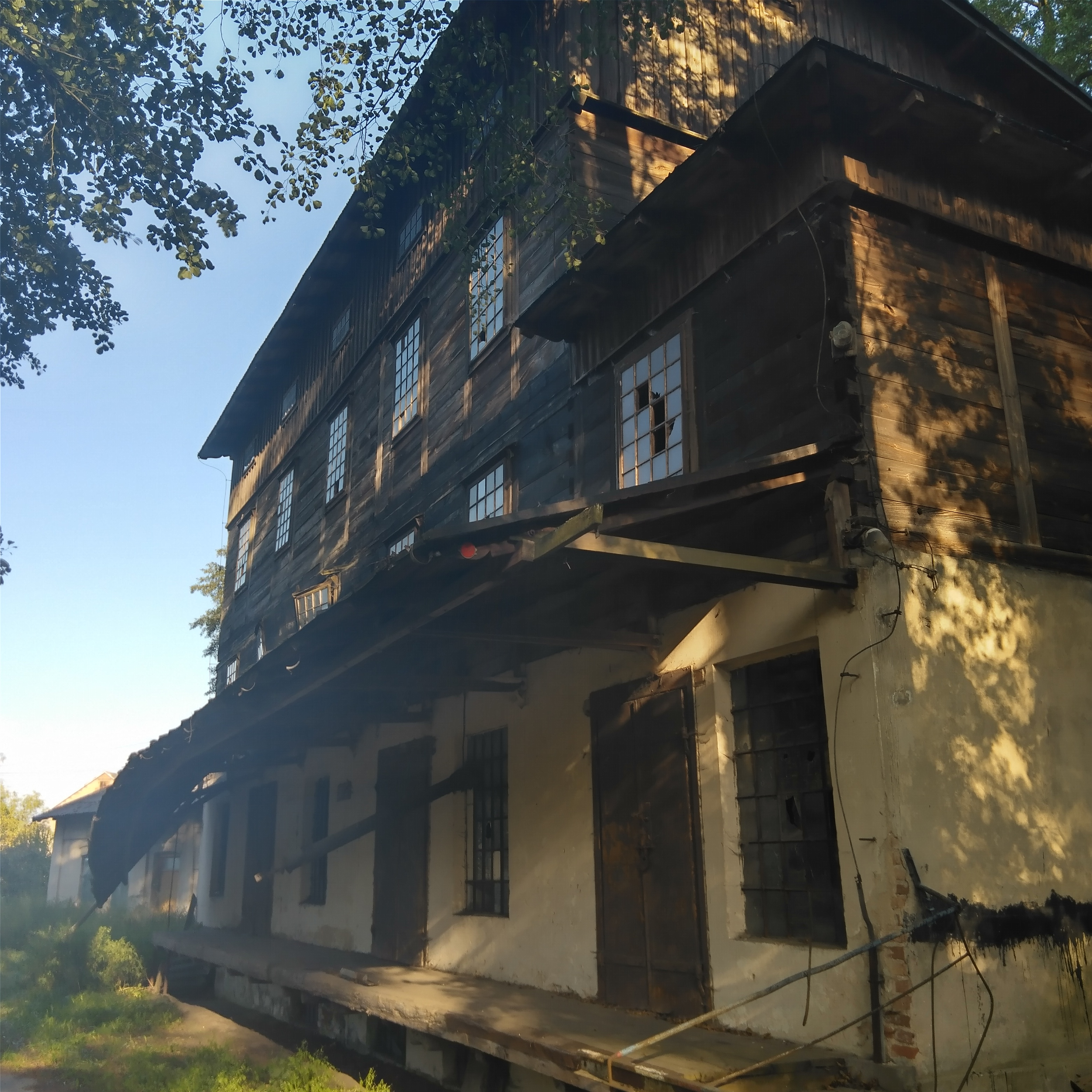
Młyn w Górze (2024)